# Jinfengopteryginae
Jinfengopteryginae — підродина птахоподібних тероподових динозаврів, відомих з крейдяного періоду Євразії. Ця група включає відносно небагато родів, члени яких були виявлені у 2005 році, але назва була створена у 2012 році.

## Опис
Jinfengopterygines були троодонтидами відносно невеликого розміру, приблизно від 0,5 до 2 м, і, як і інші троодонтиди, мали пару серпоподібних кігтів на кожній нозі. Ці тварини були вкриті пір’ям, як імовірно більшість троодонтидів, як показано в типовому виді, з типовим оперенням навколо тіла, шиї та особливо довгими лопатевими пір’ям, що охоплюють хвіст. Дослідження літальних можливостей цих тварин показали, що вони були б приблизно такими ж досвідченими, як Microraptor і Rahonavis. Попри те, що більшість інших троодонтидів вважається в основному м’ясоїдними, особини цієї підродини демонструють потенційну всеїдність, зважаючи на, можливо, те, що є насінням рослин у кишці Jinfengopteryx, хоча це також інтерпретуються як недорозвинені яйця чи пеннацейні фолікули. Проте всеїдність у троодонтів не є чимось нечуваним, як свідчать дослідження морфології щелеп у тродонтів.